# العلاقات الأذربيجانية السنغافورية
العلاقات الأذربيجانية السنغافورية هي العلاقات الثنائية التي تجمع بين أذربيجان وسنغافورة.

## مقارنة بين البلدين
هذه مقارنة عامة ومرجعية للدولتين:
| وجه المقارنة                                              | أذربيجان        | سنغافورة                                                             |
| --------------------------------------------------------- | --------------- | -------------------------------------------------------------------- |
| المساحة (كم2)                                             | 86.60 ألف       | 719                                                                  |
| عدد السكان (نسمة)                                         | 10.00 مليون     | 5.89 مليون                                                           |
| الكثافة السكانية (ن./كم²)                                 | 115.47          | 819.19 ألف                                                           |
| العاصمة                                                   | باكو            | سنغافورة                                                             |
| اللغة الرسمية                                             | اللغة الأذرية   | لغة إنجليزية، اللغة الملايو، اللغة الصينية القياسية، اللغة التاميلية |
| العملة                                                    | مانات أذربيجاني | دولار سنغافوري                                                       |
| الناتج المحلي الإجمالي (بليون دولار)                      | 40.75 مليار     | 323.91 مليار                                                         |
| الناتج المحلي الإجمالي (تعادل القوة الشرائية) بليون دولار | 171.56 مليار    | 472.59 مليار                                                         |
| الناتج المحلي الإجمالي الاسمي للفرد دولار أمريكي          | 5.50 ألف        | 52.89 ألف                                                            |
| الناتج المحلي الإجمالي للفرد دولار أمريكي                 | 17.52 ألف       | 82.76 ألف                                                            |
| مؤشر التنمية البشرية                                      | 0.751           | 0.925                                                                |
| رمز المكالمات الدولي                                      | +994            | +65                                                                  |
| رمز الإنترنت                                              | .az             | .sg                                                                  |
| المنطقة الزمنية                                           | ت ع م+04:00     | ت ع م+08:00، توقيت سنغافورة المنسق ‏                                  |

## منظمات دولية مشتركة
يشترك البلدان في عضوية مجموعة من المنظمات الدولية، منها:
| علم المنظمة | اسم المنظمة                               | تاريخ انضمام أذربيجان | تاريخ انضمام سنغافورة |
| ----------- | ----------------------------------------- | --------------------- | --------------------- |
|             | الاتحاد البريدي العالمي                   | ?                     | ?                     |
|             | بنك التنمية الآسيوي                       | 1999                  | 1966                  |
|             | يونسكو                                    | 3 يونيو 1992          | 8 أكتوبر 2007         |
|             | البنك الدولي للإنشاء والتعمير             | 18 سبتمبر 1992        | 3 أغسطس 1966          |
|             | وكالة ضمان الاستثمار متعدد الأطراف        | 23 سبتمبر 1992        | 24 فبراير 1998        |
|             | الاتحاد الدولي للاتصالات                  | 10 أبريل 1992         | 22 أكتوبر 1965        |
|             | منظمة الشرطة الجنائية الدولية             | ?                     | ?                     |
|             | مؤسسة التمويل الدولية                     | 11 أكتوبر 1995        | 4 سبتمبر 1968         |
|             | الأمم المتحدة                             | 2 مارس 1992           | 21 سبتمبر 1965        |
|             | مؤسسة التنمية الدولية                     | 31 مارس 1995          | 27 سبتمبر 2002        |
|             | منظمة حظر الأسلحة الكيميائية              | ?                     | ?                     |
|             | المركز الدولي لتسوية المنازعات الاستشارية | 18 أكتوبر 1992        | 13 نوفمبر 1968        |

## وصلات خارجية
- موقع وزارة الخارجية الأذربيجانية
- موقع وزارة الخارجية السنغافورية